# Сан Марино на Европском првенству у атлетици у дворани 2013.
Сан Марино је учествовао на 32. Европском првенству у дворани 2013 одржаном у Гетеборгу, Шведска, од 28. фебруара до 3. марта. Ово је било десето европско првенство у дворани од 1996. године од 1987. када Сан Марино први пут учествовао.
Репрезентацију Сан Марина представљао је једна атлетичар који се такмичио у скоку увис.
На овом првенству представник Сан Марина није освојио медаљу, а изједначио је свој најбољи резултат у сезони.

## Резултати

### Мушкарци
| Атлетичарка  | Дисциплина | Лични рекорд | Квалификације | Квалификације        | Финале       | Финале | Детаљи |
| Атлетичарка  | Дисциплина | Лични рекорд | Резултат      | Место                | Резултат     | Место  | Детаљи |
| ------------ | ---------- | ------------ | ------------- | -------------------- | ------------ | ------ | ------ |
| Еугенио Роси | скок увис  | 2,13 НР      | 2,08 =ЛРС     | Није се квалификовао | 26 / 26 (27) |        |        |